# Carlo Matteucci
Carlo Matteucci (1811-1868) va ser un físic italià, conegut pels seus estudis neurofisiològics i que va arribar a ser ministre d'ensenyament del Regne d'Itàlia.

## Biografia
Carlo Matteucci va néixer a Forlí (actual província de Romanya), fill d'un metge, Vincenzo Matteucci, i de Chiara Folfi. Va estudiar matemàtiques a la universitat de Bolonya de 1825 a 1829, rebent el seu doctorat el 1829. De 1829 a 1831 va estar estudiant a l'École Polytechnique de París i en retornar a Itàlia va continuar estudiants a Bolonya (1832), Florència, Ravenna (1837) i Pisa. Es va establir com a cap del laboratori del hospital de Ravenna i va fer de professor en una escola local. El 1840, per recomanació de François Arago, el seu professor a l'École Polytechnique, Matteucci va acceptar una plaça de professor de física a la universitat de Pisa.
Motivat pels treballs de Luigi Galvani sobre bio-electricitat, Matteucci va començar el 1830 una sèrie d'experiments que va prosseguir fins a la seva mort el 1865: utilitzant un sensible galvanòmetre de Leopoldo Nobili va ser capaç de demostrar que els teixits biològics excitables lesionats generen corrents elèctriques directes i que es podrien reunir mitjançant l'addició d'elements en sèrie, com en una pila d'Alessandro Volta. El seu treball en bio-electricitat va influir directament en l'obra d'Emil du Bois-Reymond. Per aquests estudis, Matteucci va rebre la Medalla Copley el 1845.
A partir de 1847 Matteucci va començar a prendre part activa en la política i el 1860 va ser escollit senador del Regne, al mateix temps que era nomenat Inspector General de les línies telegràfiques. Dos anys més tard seria nomenat Ministre d'Ensenyament.
Va morir a Ardenza, prop de Liorna el 1868.
L'Acadèmia de Ciències d'Itàlia va establir la Medalla Matteucci en el seu honor, per premiar treballs de física importants.